# Konrad Mittermeier
Konrad „Conny“ Mittermeier (* 24. Oktober 1961 in Wartenberg) ist ein deutscher Boxtrainer und ehemaliger Boxer.

## Werdegang
Als Amateurboxer war Mittermeier bayerischer Meister, er betrieb ebenfalls Kickboxen, wurde in diesem Kampfsport deutscher Meister und Europameister. Zwischen Januar 1985 und September 1989 bestritt Mittermeier 15 Kämpfe als Berufsboxer, von denen er acht gewann. Im August 1985 wurde er durch einen Punktsieg gegen Theo Hauser deutscher Meister im Superleichtgewicht und gewann den Titel erneut im Oktober 1987 (Abbruchsieg gegen Mathias Wirth). Im September 1989 errang Mittermeier den Titel des internationalen deutschen Meisters im Supermittelgewicht, als er in München Niyazi Aytekin nach Punkten bezwang.
Zweimal trat er während seiner Laufbahn als Berufsboxer gegen René Weller an: Im Mai 1986 unterlag er in Bad Homburg nach Punkten, im Mai 1987 ging Mittermeier in Hamburg in der neunten Runde nach einem Schlag des ehemaligen Europameisters zu Boden und wurde ausgezählt. In beiden Kämpfen zwischen Mittermeier und Weller ging es um die deutsche Meisterschaft im Leichtgewicht.
Mittermeier wurde als Trainer tätig und betrieb in Stuttgart eine Boxschule. Vitali Tajbert, den er seit der Jugend betreute, führte er 2004 zum Amateur-Europameistertitel und bei den Olympischen Sommerspielen 2004 zur Bronzemedaille im Federgewicht. Von 2004 bis 2009 war Mittermeier als Trainer in Hamburg bei den Boxställen Universum und Spotlight beschäftigt.
Bis Anfang Februar 2016 und erneut ab 2017 betreute er Marco Huck. Zu den weiteren namhaften Kämpfern, die Mittermeier als Trainer anleitete, gehören Juan Carlos Gomez, Mahir Oral, Jürgen Brähmer, Tyron Zeuge, Ali Saidi, István Szili, Leon Bunn und Simon Zachenhuber. Im September 2022 wurde Mittermeier mit dem Herqul-Preis als Trainer des Jahres ausgezeichnet.